# Mount Niobe
Mount Niobe är ett berg i Kanada.   Det ligger i provinsen British Columbia, i den sydvästra delen av landet, 3 500 km väster om huvudstaden Ottawa. Toppen på Mount Niobe är 1 862 meter över havet.
Terrängen runt Mount Niobe är huvudsakligen bergig, men den allra närmaste omgivningen är kuperad.Närmaste större samhälle är Squamish, 11,0 km sydost om Mount Niobe.
Trakten runt Mount Niobe är permanent täckt av is och snö. Trakten runt Mount Niobe är nära nog obefolkad, med mindre än två invånare per kvadratkilometer.